# 임원역
임원역(Imwon station, 臨院驛)은 강원특별자치도 삼척시 원덕읍에 있는 동해선의 철도역이다.

## 연혁
- 2025년 1월 1일 : 개통
- 2025년 12월 : KTX-이음 운행 개시 (예정)

## 승강장
| ↑ 옥원 |
| １     |
| 근덕 ↓ |

| 1 | 동해선 | 누리로 · ITX-마음 | 부전 · 강릉 방면 |

## 역 주변
- 임원항
- 임원초등학교
- 임원중학교

## 인접한 역
| 동해선         | 동해선          | 동해선         |
| -------------- | --------------- | -------------- |
| 옥원 부전 방면 | ITX-마음 동해선 | 근덕 강릉 방면 |
| 옥원 부전 방면 | 누리로 동해선   | 근덕 강릉 방면 |